# 北大仓酒
北大仓酒是中华老字号黑龙江北大仓集团有限公司酿制的白酒，产品系列中以茅台工艺生产的酱香型为主，浓香型和兼香型为辅；为中国驰名商标和中国地理标志产品。

## 历史
由于黑龙江北大仓公司的前身聚源永烧锅在1914年开张时，就是黑龙江第一家以茅台酿造工艺生产酱香型白酒的作坊，中国政府于大跃进至文化大革命期间推行茅台异地生产试验时，鉴于酒厂生产酱香型白酒的基础而选其为试点之一；酒厂也先后五次派人到贵州茅台酒厂学艺，酿成北大仓酒。因两地自然环境相差甚大，使得两种酒的生产过程并不完全一样，例如北大仓酒除小麦和高粱外，还采用大麦、大豆和玉米，而且所用高粱也为当地品种，和贵州所产高粱不同。此外，相较于茅台分两次投料，北大仓酒为一次投料。
1962年，东北地区酿酒协会会议上，名列东北十二种酒的第一名。1980年，黑龙江省优质酒评比会上被评为地方名酒。1984年，获得中华人民共和国轻工业部铜杯奖。2009年，北大仓酒酿造技艺入选黑龙江省第二批省级非遗项目。